# Фолкландска война
Фолкландската война (на английски: Falklands War; на испански: Guerra de las Malvinas), известна още като Фолкландска криза, е фактическо състояние на война между Аржентина и Великобритания през 1982 г. във връзка със спора им за Фолкландските острови (наричани от Аржентина Малвински острови) и Южна Джорджия и Южни Сандвичеви острови.
Островите са британско владение и са разположени в южната част на Атлантическия океан, на изток от Аржентина, която ги смята за част от своята територия. Нито една от двете страни не обявява война и между тях не се водят военни действия извън района на островите.
В навечерието на Фолкландската война Аржентина се намира в тежка икономическа криза и масови граждански протести срещу управляващата военна хунта. Правителството, начело с генерал Леополдо Галтиери, решава да повиши популярността си като заложи на национализма и с бързи и лесни военни действия завземе Фолкландските острови.
На 19 март 1982 г. 50 аржентинци слизат на остров Южна Джорджия и издигат аржентинското знаме. На 2 април Галтиери издава заповед за нападение на Фолкландските острови. Макар и изненадано от нападението, британското правителство незабавно изпраща военни сили, които да възстановят британския контрол. По заповед на Тачър беше дадено началото на военна акция, в която участват 28 000 войници . След сблъсъци, довели до 255 убити британци и 649 аржентинци, британците надделяват и си връщат островите. Конфликтът продължава 74 дни – на 14 юни аржентинските сили капитулират, като над 11 000 души са пленени от британците.
Войната има силен вътрешнополитически ефект и в двете страни. Загубата на Аржентина довежда до още по-широки протести срещу военното правителство, които ускоряват падането му. В същото време, патриотичната вълна във Великобритания помага на министър-председателката Маргарет Тачър да спечели изборите през 1983 г. Конфликтът е важен момент в продължителния спор относно суверенитета на островната територия. Аржентина поддържа мнението, че островите им принадлежат, като аржентинското правителство характеризира военните действия като възвръщане на собствени земи. Британското правителство разглежда действията им като нахлуване на британска територия от 1841 г. Самите островитяни, които населяват островите от началото на 19 век, са главно потомци на британски заселници, поради което силно подкрепят британския суверенитет. Никоя от двете страни не обявява официално война, макар и двете правителства да обявяват островите за военна зона.
Дипломатическите отношения между Великобритания и Аржентина са възстановени през 1989 г. след среща в Мадрид, на която двете правителства правят съвместно съобщение. Поправката на конституцията на Аржентина от 1994 г. съдържа териториалните претенции на страната към островите. 

## Избухване на конфликта
Аржентина предявява териториални претенции към Фолкландски острови, намиращи се на 480 km от източния ѝ бряг, още от началото на 19 век, но Великобритания завзема островите през 1833 г., изгонвайки малкото аржентински жители, като впоследствие отхвърля всички претенции на Аржентина. В началото на 1982 г. аржентинската военна хунта, водена от генерал-лейтенант Леополдо Галтиери прекратява преговорите с Великобритания и предприема настъпление срещу островите. Решението за нападението е основно политически мотивирано – хунтата, която бива критикувана за лошото икономическо положение в страната и нарушения на човешки права, вярва, че възвръщането на островите би обединило аржентинците зад правителството с патриотичен плам. Елитна десантна войска се обучава тайно, но програмата ѝ е намалена на 19 март, когато избухва конфликт на контролирания от британците остров Южна Джорджия, където аржентински работници издигат аржентинския флаг на 1300 km източно от Фолкландските острови. Военноморските сили бързо се мобилизират. 
На 2 април 1982 г. аржентински войски стъпват на фолкландска земя и бързо се справят с малкия гарнизон от британски пехотинци на островите. Те спазват заповедите си да не стрелят по британците, макар да губят хора от своя страна. На следващия ден аржентинската морска пехота завзема и остров Южна Джорджия. Към края на април Аржентина вече е стационирала повече от 10 000 войници на островите, макар повечето от тях да са зле обучени новобранци, които не разполагат с адекватно количество храна, дрехи и подслон за наближаваща зима. 
Както е очаквано, аржентинският народ реагира положително, като големи тълпи се събират на Пласа де майо (пред президентския дворец) и демонстрират подкрепата си са военната инициатива. В отговор на нападението, правителството на Великобритания под ръководството на Маргарет Тачър обявява военна зона с радиус от 320 km около островите. То бързо събира военноморска сила, центрирана около два самолетоносача (30-годишния флагман „Хермес“ и новия, но лек „Инвинсибъл“). Самолетоносачите отплават от Портсмът на 5 април и получава подкрепления по пътя. Британските бойни кораби носят на борда си ядрено оръжие. Повечето европейски държави подкрепят Великобритания, а европейски военни съветници са изтегляни от аржентинските бази. От друга страна, повечето правителства в Южна Америка симпатизират на Аржентина. Изключение прави Чили, която е предпазлива със съседа си на фона на изключително напрегнатия конфликт в протока Бийгъл, който едва не довежда до чилийско-аржентинска война през 1978 г. Аржентина, считайки Чили за заплаха, решава да държи повечето от войските си на континента, далеч от фолкландския театър на бойните действия. Ситуацията за Аржентина се влошава допълнително, когато САЩ оказва пълна подкрепа на Великобритания, позволявайки им да използват ракети въздух-въздух, комуникационно оборудване, авиационно гориво и други военни провизии, както и предоставяйки им военно разузнаване.

## Ход на военните действия
На 25 април, докато основните британските сили пътуват към военната зона през остров Възнесение, по-малка група от британски части завзема остров Южна Джорджия, като в процеса пленява една от старите дизелови подводници на Аржентина – „Санта Фе“. На 2 май остарелият аржентински крайцер „Генерал Белграно“ (закупен от САЩ след Втората световна война) е потопен извън военната зона от британска ядрена подводница. След този противоречив случай повечето аржентински кораби остават в пристанищата си, а приносът на аржентинските военноморски сили е ограничен до въздушни действия и една от по-новите им немски дизелови подводници. Подводницата се оказва по-голяма заплаха, отколкото британският флот очаква, изстрелвайки торпеда, които се разминават на косъм.
Междувременно, британските военноморски сили и аржентинските военновъздушни сили се сражават. Аржентинските самолети включват главно няколко стари американски и френски изтребители бомбардировачи, въоръжени само с конвенционални високо експлозивни бомби и нямащи електронна защита или радар. Въпреки това, те се оказват ефективни, което е показателно за уменията и мотивацията на пилотите им. Освен това, аржентинските военноморски сили са получили малък брой нови френски изтребители Dassault-Breguet Super Étendard, въоръжени с най-новите противокорабни ракети „Екзосе“. Макар и малко, те се оказват особено смъртоносни. Тъй като Фолкландските острови се намират на ръба на бойния радиус на аржентинските летища, самолетите могат да правят само по една атака на излитане. Британските кораби остават извън обсега им, освен когато се приближават за атака на аржентинските позиции.
За британците проблем се оказва тяхната зависимост от двата самолетоносача, тъй като загубата на единия от тях почти със сигурност би означавала цялостно изтегляне на войските. Въздушното подкрепление е ограничено до 20 изтребителя British Aerospace Sea Harrier с малък обсег, въоръжени с ракети въздух-въздух. За да се компенсира липсата на самолети с голям обсег, група от разрушители и фрегати се позиционира пред флота, служейки като преден радарен пост. Обаче, не всички от тях са снабдени с противовъздушни системи или системи за сваляне на приближаващи се ракети. Това прави британските кораби уязвими към нападения. Така на 4 май аржентинците потопяват разрушителя „Шефийлд“ с ракета „Екзосе“. Междувременно обаче аржентинците губят около 20 – 30% от самолетите си.
Отслабени, аржентинските сили не успяват да предотвратят десанта на британците на островите. Очаквайки пряко британско нападение, командирът на наземните сили, генерал Марио Менендес, концентрира войските си около столицата Порт Стенли, за да защити самолетната писта там. Вместо това, британските контраадмирал Джон Удуард и генерал-майор Джереми Мур решават да извършат десант близо до селището Сан Карлос, на северния бряг на Източен Фолкланд, и да нападнат по земя към Порт Стенли. Те смятат, че така ще избегнат цивилни жертви.
Британците слизат на острова безпрепятствено на 21 май, но аржентинските защитници, наброяващи около 5000 души, бързо организират ефективна съпротива. Междувременно, аржентинските въздушни сили извършват удари по британския флот, потапяйки две фрегати, разрушител и контейнеровоз, превозващ вертолети. Те повреждат и няколко други фрегати и разрушителя, но така и не успяват да повредят никой от самолетоносачите или да потопят достатъчно британски съдове, за да застрашат британското наземно настъпление. Освен това, аржентинците губят значителна част от останалите си самолети, както и много стационирани на островите вертолети.  Най-трагичния момент от гледна точка на британците представлява обстрелът на военния кораб „Сър Гелъхед“ на 8 юни 1982 година. 
От плацдарма на Сан Карлос британската пехота напредва бързо на юг под тежки метеорологични условия, за да превземе селищата Дарвин и Гус Грийн. След няколко дни на тежки сражения срещу упоритите аржентинци, британските сили успяват да превземат възвишенията западно от Порт Стенли. Докато британците обграждат и блокират столицата и главното пристанище, става ясно, че големият аржентински гарнизон там е отцепен и може да бъде оставен да гладува. Менендес се предава на 14 юни, като по този начин на практика слага край на конфликта. След това британците се налага да изгонят малък аржентински гарнизон от един от Сандвичевите острови на около 800 km югоизточно от Южна Джорджия на 20 юни. 

## Последици
Британците пленяват около 11 300 аржентинци по време на военните действия, всичките от които впоследствие са освободени. Аржентинското правителство обявява, че около 650 души са загинали, като близо половината от тях при потапянето на крайцера „Генерал Белграно“, докато британските човешки загуби възлизат на 255 души. Военните стратези подчертават ролята на подводниците и противокорабните ракети в конфликта. Войната илюстрира и значението на въздушното превъзходство (което британците не успяват да спечелят), както и на логистичната поддръжка, тъй като въоръжените сили и на двете страни действат на своя максимален обсег. 
Много войници се завръщат силно травмирани след войната и носят неприятните си спомени и до днес. Над 300 британски ветерани от Фолкландската война извършват самоубийство. Въпреки това, голямата част от британците смятат, че войната е била необходима.
Военното правителство на Аржентина е сериозно дискредитирано заради провала си да подготви и да поддържа въоръжените си сили във войната, която самото то е обявило. Гражданската власт се възвръща в Аржентина през 1983 г., докато британският министър-председател Маргарет Тачър си осигурява подкрепата на патриотите и лесна победа за консервативната ѝ партия на парламентарните избори през същата година.
Войната също предизвика изострени страсти между Аржентина и Англия на Световните първенства по футбол през 1986 г., 1998 г. и 2002 г., с участието на Диего Марадона, Питър Шилтън и Дейвид Бекъм. Най-известният момент от които, е отбелязаният гол с ръка от Диего Марадона във врата на Питър Шилтън по време на четвъртфиналния мач между Аржентина и Англия на Световното първенство по футбол през 1986 г. в Мексико, определен като „Божията ръка“.